# Hipposideros fulvus
Hipposideros fulvus là một loài động vật có vú trong họ Dơi nếp mũi, bộ Dơi. Loài này được Gray mô tả năm 1838.

## Hình ảnh

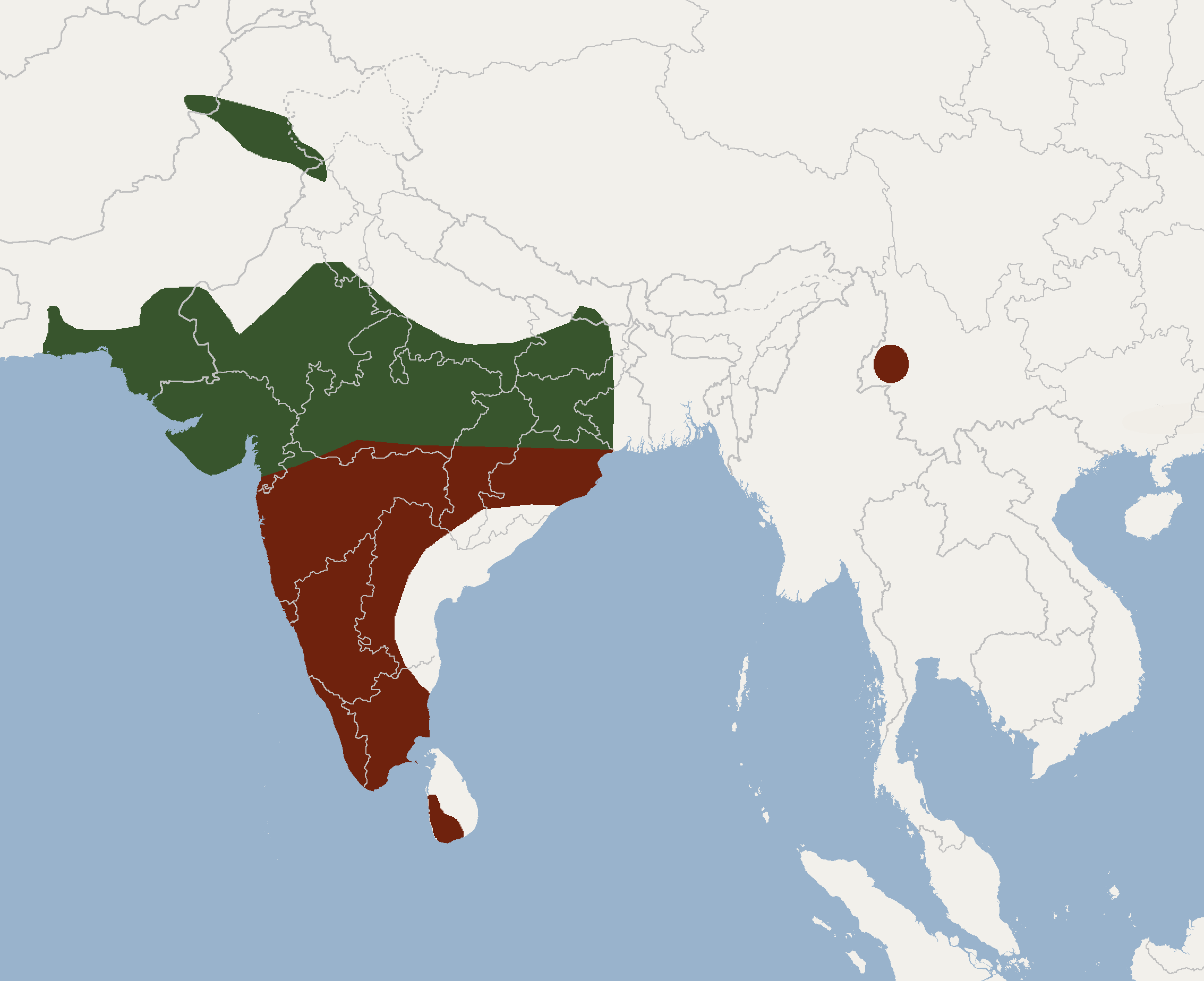